# Z²
Albums par Devin Townsend
Casualties of Cool
(2014) Transcendence
(2016)
Albums par Devin Townsend Project
Epicloud
(2012) Transcendence
(2016)
Z2 (raccourci pour Ziltoid 2) est un double album du musicien canadien Devin Townsend et de son projet Devin Townsend Project, sorti en 2014. Il est composé du sixième album du Devin Townsend Project Sky Blue, et de Dark Matters, album de Devin Townsend poursuivant le concept initié avec Ziltoid the Omniscient, sorti en 2007.

## Liste des pistes

### Disque 1:Sky Blue
Toutes les chansons sont écrites et composées par Devin Townsend.
| 1.    | Rejoice           | 4:16 |
| 2.    | Fallout           | 4:30 |
| 3.    | Midnight Sun      | 4:58 |
| 4.    | A New Reign       | 4:52 |
| 5.    | Universal Flame   | 4:39 |
| 6.    | Warrior           | 3:31 |
| 7.    | Sky Blue          | 3:52 |
| 8.    | Silent Militia    | 4:28 |
| 9.    | Rain City         | 7:45 |
| 10.   | Forever           | 3:45 |
| 11.   | Before We Die     | 8:24 |
| 12.   | The Ones Who Love | 1:32 |
| 56:32 |                   |      |

### Disque 2:Dark Matters
Toutes les chansons sont écrites et composées par Devin Townsend sauf indication contraire..
| 1.    | Z²                                       | 3:59 |
| 2.    | From Sleep Awake                         | 3:00 |
| 3.    | Ziltoidian Empire                        | 6:26 |
| 4.    | War Princess (paroles : Townsend, Persi) | 8:18 |
| 5.    | Deathray                                 | 4:43 |
| 6.    | March of the Poozers                     | 6:25 |
| 7.    | Wandering Eye                            | 3:41 |
| 8.    | Earth                                    | 7:39 |
| 9.    | Ziltoid Goes Home                        | 6:20 |
| 10.   | Through the Wormhole                     | 3:44 |
| 11.   | Dimension Z                              | 6:13 |
| 60:28 |                                          |      |

### Disque 3:Dark Matters- Raw (Sans dialogues)
Toutes les chansons sont écrites et composées par Devin Townsend sauf indication contraire..
| 1.    | Z²                                       | 3:54 |
| 2.    | From Sleep Awake                         | 3:00 |
| 3.    | Ziltoidian Empire                        | 6:21 |
| 4.    | War Princess (paroles : Townsend, Persi) | 7:47 |
| 5.    | Deathray                                 | 4:06 |
| 6.    | March of the Poozers                     | 5:18 |
| 7.    | Wandering Eye                            | 3:26 |
| 8.    | Earth                                    | 7:47 |
| 9.    | Ziltoid Goes Home                        | 6:34 |
| 10.   | Dimension Z                              | 5:09 |
| 53:23 |                                          |      |

À noter que la dixième piste Through the Wormhole a été retirée de la version Raw, car elle est constituée presque exclusivement de dialogues.